# Караолен
Караолен (каз. Қараөлең [qɑˈrɑ.wøˈleŋ]) — упразднённое село в Восточно-Казахстанской области Казахстана. Упразднено в 2020 г. Входило в состав городской администрации Семея. Входило в состав Карауленского сельского округа. Код КАТО — 632855300.

## Население
В 1999 году население села составляло 291 человек (149 мужчин и 142 женщины). По данным переписи 2009 года, в селе проживал 141 человек (67 мужчин и 74 женщины).